# Sweeney Todd: Den djævelske barber fra Fleet Street
|  | For musicalen af samme navn, se Sweeney Todd - den djævelske barber fra Fleet Street (musical) |
Sweeney Todd – den djævelske barber fra Fleet Street (org. titel: Sweeney Todd – The Demon Barber of Fleet Street) er den amerikanske filminstruktør Tim Burtons filmatisering af Stephen Sondheim og Hugh Wheelers splatter-musical af samme navn. I hovedrollerne findes Johnny Depp og Helena Bonham Carter, men i filmen medvirker også andre kendte skuespillere, bl.a. Alan Rickman, Timothy Spall, Sacha Baron Cohen, Laura Michelle Kelly, Jayne Wisener og Jamie Campbell Bower.

## Handling
Johnny Depp spiller Sweeney Todd, en mand der efter at være blevet uretfærdigt fængslet sværger hævn. Ikke kun for den grumme straf, men også for de forfærdelige konsekvenser det fik for hans hustru og datter. Da han vender tilbage for at genåbne sin barber-butik, bliver han Den Djævelske Barber fra Fleet Street, der ”barberede hovederne af gentlemen, som derefter aldrig dukkede op igen".

## Medvirkende
- Johnny Depp som Benjamin Barker/Sweeney Todd
- Helena Bonham Carter som Mrs. Nellie Lovett
- Alan Rickman som Judge Turpin
- Timothy Spall som Beadle Bamford
- Jayne Wisener som Johanna Barker
- Sacha Baron Cohen som Adolfo Pirelli/Davy Collins
- Jamie Campbell Bower som Anthony Hope
- Laura Michelle Kelly som Lucy Barker
- Ed Sanders som Toby Ragg